# Secret Intelligence Service
Secret Intelligence Service (SIS) er den britiske regerings internationale efterretningstjeneste. I offentligheden omtales organisationen ofte som MI6, et navn der først anvendtes i tiden omkring 1. verdenskrig og som ikke længere bruges i officiel sammenhæng. MI6 står for Military Intelligence section 6; dansk militære efterretningstjeneste afdeling 6.
SIS blev grundlagt i 1909 som modtræk til tysk oprustning, men eksistensen af SIS blev først officielt indrømmet i 1994. SIS havde mange aktive folk i Danmark under 2. verdenskrig, bl.a. i modstandsgruppen Dannevirke med lederen revisor H. C. Steen Hansen og ejer af Admiral Gjeddes Gård.
Direktør og senere SIS-agent Holger Andreasen opsnappede oplysninger om et hemmeligt tysk raketvåben og videregav denne viden. Herefter kom Aage C. H. Andreasen i kontakt med SIS Stockholm-folkene, ansat i paskontrollen Stockholm, Cyril Cheshire og Victor Hampton. Andreasen blev hvervet som britisk SIS-agent i Danmark med dækbetegnelsen R 34. R var initialerne for SIS-kontoret i Stockholm og R 34 betegnede både Andreasen som SIS-agent og den organisation, som han opbyggede i Danmark. Hans nære medarbejdere blev flylederen, flytelegrafist Otto Kiertzner (R 34-D) , reserveofficeren Gerald Salicath (R 34-D7)  og officeren Poul Sæbye (R 34-D10) . Mange andre medvirkede måske 40-50 personer eller flere var i organisationen under Andreasen, bl.a. kaptajn Wilhelm Nellemose , kaptajn Aage Olstrup , artist Doan Ryle, premierløjtnant Svend Truelsen, Arne Lützen-Hansen  med medarbejderne Bodil Lang og Vibeke Munch, tapetsere Arne Petersen, tolk Pierre Berling , Stephan von Szenazyungarsk ingeniør, Edvard Helge Lindström-Malmsteen  m.fl. Oplysninger blev videreformidlet til Stockholm ad egne kanaler og med egne kurérer.
Tjenestens ellers lukkede arkiver fik forfatteren og historikeren Keih Jeffrey godkendt adgang til og udgav i 2010 bogen: MI6 The History of the Secret Intelligence Service 1909-1949
Siden 1995 har tjenesten haft hovedkvarter ved Vauxhall Cross i den sydlige del af London.